# Éclipse lunaire du 1er mars 1504
| Éclipse totale de Lune du 1er mars 1504 | Éclipse totale de Lune du 1er mars 1504                                         |
| --------------------------------------- | ------------------------------------------------------------------------------- |
| L'éclipse de lune de Christophe Colomb. |                                                                                 |
| Gamma                                   | 0,4057                                                                          |
| Magnitude                               | 1,0956                                                                          |
| Localisation                            | Amérique du Nord, Amérique du Sud, Europe, Afrique et au Proche et Moyen-Orient |
| Saros (membre de la série)              | 105 (53 sur 74)                                                                 |
| Durée (h:min:s)                         |                                                                                 |
| Totalité                                | 46 min 36 s                                                                     |
| Phases partielles                       | 3 h 25 min 45 s                                                                 |
| Phases pénombrales                      | 5 h 39 min 40 s                                                                 |
| Contacts (UTC)                          |                                                                                 |
| P1                                      | 21:51:47 (29 février)                                                           |
| U1                                      | 22:58:41 (29 février)                                                           |
| U2                                      | 00:17:46                                                                        |
| Maximum                                 | 00:41:35                                                                        |
| U3                                      | 01:05:22                                                                        |
| U4                                      | 02:24:26                                                                        |
| P4                                      | 03:31:27                                                                        |
|                                         |                                                                                 |

L'éclipse lunaire du 1er mars 1504 est une éclipse lunaire totale, qui était visible dès le coucher de soleil du 29 février 1504 en Amérique.
Christophe Colomb, cherchant à ce que les natifs de la Jamaïque continuent à approvisionner son équipage affamé, réussit à les intimider en prédisant correctement la venue de cette éclipse, appelée souvent pour cette raison éclipse de Colomb.

## Visibilité

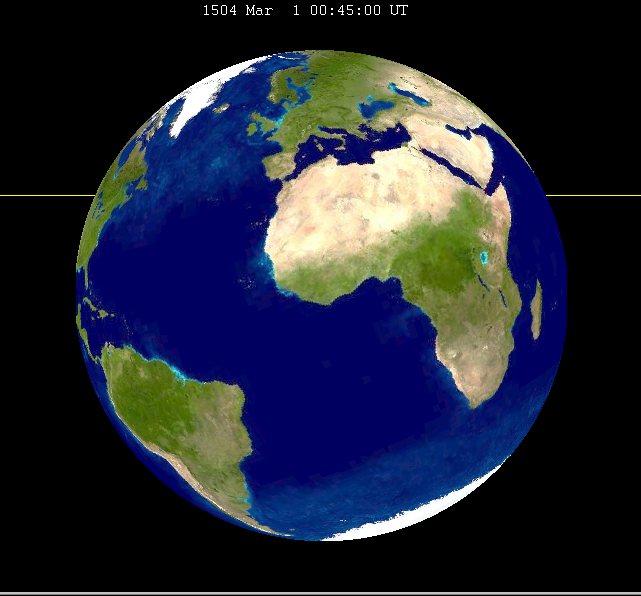
La Terre vue du centre de la Lune au moment du maximum de l'éclipse.

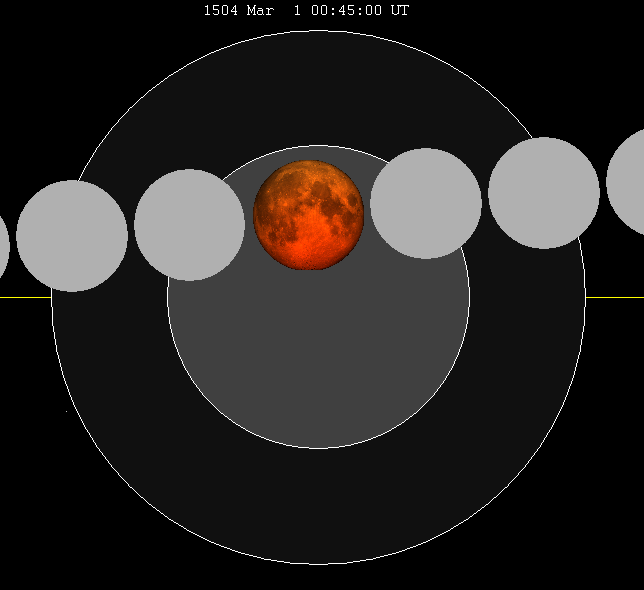
Passage de la lune dans l'ombre de la Terre d'ouest en est (de droite à gauche), représenté à intervalles d'une heure.

L'éclipse était visible après le coucher de soleil du 29 février sur la plus grande partie de l'Amérique du Nord et toute l'Amérique du Sud, en Europe et en Afrique au milieu de la nuit, et au Proche et Moyen-Orient un peu avant le lever du soleil le 1er mars.

## « L'éclipse de Colomb »
Le 30 juin 1503, Christophe  Colomb échoua ses deux dernières caravelles sur les côtes de la Jamaïque. Les populations de l'île accueillirent Colomb et son équipage et leur fournirent des vivres, mais après six mois, ils cessèrent de les approvisionner.
Colomb avait à bord un almanach écrit par Abraham Zacuto, contenant des tables astronomiques couvrant les années 1475-1506. En les consultant, Colomb remarqua la proximité d'une éclipse de Lune. Il demanda alors une rencontre pour ce jour-là avec le cacique, et lui dit que son dieu était en colère contre le traitement que la population locale avait infligé à ses hommes ; il dit que son dieu fournirait un signe clair de son mécontentement en faisant apparaître la pleine lune montante « enflammée de colère ».
L'éclipse et la « lune sanglante » apparurent ponctuellement, impressionnant et effrayant les indigènes. Le fils de Colomb, Ferdinand, écrivit que :

« avec de grands cris et des lamentations, les indigènes accoururent de partout vers les vaisseaux, chargés de provisions, priant l'amiral d'intercéder en leur faveur auprès de la divinité afin qu'elle ne répande pas sa colère sur eux... »

Colomb se retira dans sa cabine pour « prier » (en fait, pour  mesurer la durée de l'éclipse avec un sablier) ;  peu avant la fin de la totalité (après 48 minutes), il annonça aux indigènes effrayés qu'ils allaient être pardonnés, ce qu'il leur confirma lorsque la Lune réapparut.

## Calculs de longitude
Colomb fut peut-être le premier à utiliser une éclipse de Lune pour déterminer la longitude, une idée proposée par Hipparque. Ces éclipses sont visibles au même moment dans tout un hémisphère, mais l'heure solaire où elles se produisent dépend de la longitude du lieu d'observation, une heure d'écart correspondant à 15 degrés de longitude.
Colomb n'avait pas d'autre moyen de mesurer le chemin parcouru vers l'ouest. Il utilisa l'éclipse lunaire du 15 septembre 1494 près d'Hispaniola, et celle du 29 février 1504 en Jamaïque, mentionnant dans son journal à cette occasion que la Jamaïque était à 7 heures et 15 minutes de Cadix. Cependant, la longitude réelle de la Jamaïque correspond à un décalage de 4 heures 44 minutes. Une erreur aussi importante demande une explication. D. W. Olson remarque que l'almanach utilisé par Colomb (que ce soit celui de Regiomontanus ou celui de Abraham Zacuto) donne l'heure du maximum de l'éclipse, et suppose que Colomb aurait pu l'interpréter comme l'heure de son début. Cela expliquerait une erreur de 150 minutes (et donc de 37 degrés de longitude), qui aurait pu encourager Colomb à penser qu'il avait atteint l'Asie, et non découvert un nouveau continent.

## Dans la fiction
En 1885, Henry Rider Haggard utilisa une version déformée de cette histoire dans son roman Les Mines du roi Salomon, où le héros Allan Quatermain et ses compagnons convertissent les tribus locales à leur cause en prédisant une éclipse de Lune.
Dans le roman de Mark Twain de 1889, Un Yankee à la cour du roi Arthur, Hank Morgan, un voyageur temporel américain venu du 19e siècle, échappe au bûcher en prédisant une éclipse de Soleil dans l'Angleterre au temps du légendaire roi Arthur. 
Le roman historique de Bolesław Prus, Pharaon, écrit en 1894-95, utilise la même trame.
La même idée apparaît également dans Le Temple du Soleil, quatorzième album de la série de bande dessinée Les Aventures de Tintin de Hergé.
Dans sa nouvelle El Eclipse, Augusto Monterroso reprend l'anecdote, mais avec une conclusion sarcastique et anti-impérialiste.
Dans le film Apocalypto (1982) de Mel Gibson, le protagoniste est sauvé par cette fameuse éclipse, les antagonistes pensent que leur Dieu refuse le sacrifice.